# 83-я пехотная дивизия (вермахт)
83-я пехотная дивизия (нем. 83. Infanterie-Division) — тактическое соединение сухопутных войск вооружённых сил нацистской Германии периода Второй мировой войны.

## Районы боевых действий
- Польша: с декабря 1939 по май 1940
- Франция (май — июнь 1940);
- Германия: с декабря 1944 по январь 1945

## Боевой путь дивизии

### Великолукская наступательная операция
Великолукская наступательная операция советских войск проводилась с целью сковывания германских войск на центральном участке фронта и освобождения городов Великие Луки и Новосокольники. Проводилась с 25 ноября 1942 года по 20 января 1943 года силами 3-й ударной армии (3 Уд. А) Калининского фронта, при поддержке 3-й воздушной армии.
С 19 ноября 1942 года на южном участке советско-германского фронта началась операция «Уран» — контрнаступление советских войск под Сталинградом.
Первоначально армейское и фронтовое командование планировало провести краткосрочную наступательную операцию по овладению важными железнодорожными узлами: городами Великие Луки и Новосокольники. Однако прибывший 19 ноября представитель Ставки маршал Г. К. Жуков уточнил цель операции следующим образом: сковывание противника на данном участке фронта и недопущение переброски его войск на юг, в район Сталинградской битвы.
По всей видимости, Жуков имел тогда в виду не только поддержку операции «Уран» под Сталинградом, но и проводившуюся силами Западного и Калининского фронтов операцию «Марс», целью которой являлось окружение 9 армии группы армий «Центр». При этом фронтовая Великолукская наступательная операция должна была осуществляться на вспомогательном направлении и силами одной 3-й ударной армии, располагавшейся на правом крыле Калининского фронта и в операции «Марс» не задействованной.
В соответствии с планом операции 5-й гвардейский стрелковый корпус должен был наносить главный удар в северо-западном направлении с задачей прорвать оборону противника южнее Великих Лук, выйти в район станции Остриань и затем продолжать наступление на Новосокольники. 381-я стрелковая дивизия, наступая из района севернее Великих Лук, должна была нанести удар в юго-западном направлении на Китово, Земляничино и во взаимодействии с 257-й и 357-й дивизиями окружить противника в городе. 257-я стрелковая дивизия после прорыва обороны противника должна была двумя полками обойти Великие Луки с севера и юга и во взаимодействии с левофланговой 357-й дивизией 5-го гв. ск окружить город.
Подвижное соединение армии — 2-й механизированный корпус находился в резерве армии в готовности к использованию в зависимости от хода операции.
Для проведения операции командующий 3-й ударной армии генерал-лейтенант К. Н. Галицкий создал ударную группировку в составе семи стрелковых дивизий и одной стрелковой бригады, а именно:
- 5-го гвардейского стрелкового корпуса под командованием генерал-майора А. П. Белобородова, включавшего 9-ю гвардейскую стрелковую дивизию генерал-майора И. В. Простякова и 46-ю гвардейскую стрелковую дивизию генерал-майора С. И. Карапетяна, усиленного 357-й стрелковой дивизией полковника А. Л. Кроника.

В непосредственном окружении 83-й пехотной дивизии, удерживающей Великие Луки, должны были быть задействованы:
- 381-я стрелковая дивизия полковника Б. С. Маслова,
- 257-я стрелковая дивизия (2-го формирования) полковника А. А. Дьяконова.

На вспомогательных направлениях должны были действовать:
- 31-я стрелковая бригада подполковника А. В. Якушева, севернее полосы наступления 381-й сд в общем направлении на Горки,
- 21-я гвардейская стрелковая дивизия гвардии полковника, с 27 ноября — гвардии генерал-майора Д. В. Михайлова, дивизия наносила удар в направлении на Кошелево,
- 28-я стрелковая дивизия полковника С. А. Князькова, наносившая удар южнее Поречья.

Для прорыва вражеской обороны и развития наступления привлекались следующие бронетанковые соединения и части 3-й ударной армии:
184-я отдельная танковая бригада полковника С. А. Севастьянова, 27-й, 34-й (подполковника Х. З. Богданова), 36-й, 37-й (подполковника И. Х. Портяна), 38-й (подполковника К. И. Железнова) и 45-й отдельные танковые полки.
Армейский резерв составлял 2-й механизированный корпус под командованием генерал-майора танковых войск И. П. Корчагина, включавший:
- 18-ю механизированную бригаду полковника В. К. Максимова,
- 34-ю (2-го формирования) механизированную бригаду подполковника Н. Е. Краснова,
- 43-ю механизированную бригаду полковника С. Г. Тимохина,
- 33-ю танковую бригаду подполковника С. Л. Гонтарева,
- 36-ю танковую бригаду полковника М. И. Пахомова.

Авиационная поддержка наступления осуществлялась 3-й воздушной армией, под командованием генерал-майора авиации М. М. Громова:
- 1-й бомбардировочный авиационный корпус
  - 263-я бомбардировочная авиационная дивизия
  - 293-я бомбардировочная авиационная дивизия
- 1-й штурмовой авиационный корпус
  - 264-я штурмовая авиационная дивизия
  - 266-я штурмовая авиационная дивизия
  - 292-я штурмовая авиационная дивизия
- 2-й штурмовой авиационный корпус
  - 231-я штурмовая авиационная дивизия
  - 232-я штурмовая авиационная дивизия
- 1-й истребительный авиационный корпус
  - 274-я истребительная авиационная дивизия
- 2-й истребительный авиационный корпус
  - 209-я истребительная авиационная дивизия
  - 215-я истребительная авиационная дивизия
  - 256-я истребительная авиационная дивизия
  - 212-я штурмовая авиационная дивизия

Всего в ударной группировке армии насчитывалось 95 608 человек, 743 орудия и 1346 миномётов, 46 установок гвардейских реактивных миномётов, 390 танков, из них 160 лёгких (Т-60 и Т-70).
В ходе сражения из резерва фронта в 3 Уд. А были переданы:
- с 19 декабря — 8-й эстонский стрелковый корпус под командованием генерал-майора Л. А. Пэрна в составе:
  - 19-я гвардейская стрелковая дивизия (генерал-майор Д. М. Баринов, с 20 декабря полковник И. Д. Васильев)
  - 7-я эстонская стрелковая дивизия (полковник А. А. Вассиль, с 6.01 полковник К. А. Алликас)
  - 249-я эстонская стрелковая дивизия (полковник А. И. Сауэсельг, с 24.12 полковник И. Я. Ломбак)
- с 22 декабря — 360-я стрелковая дивизия (полковник В. Г. Позняк) и 100-я Казахская стрелковая бригада (подполковник Е. В. Воронков).
- с 9 января — 32-я стрелковая дивизия (полковник И. С. Безуглый)
- с 15 января — 150-я стрелковая дивизия (полковник Н. О. Гузь)

В период с 24 ноября 1942 года по 20 января 1943 года в операции были задействованы 13 стрелковых дивизий, 2 стрелковые, 3 механизированные, 3 танковые бригады, несколько танковых и артиллерийских частей армейского подчинения.
В районе Великих Лук оборонялась 83-я пехотная дивизия под командованием генерал-лейтенанта Т. Шерера. Новосокольники обороняла 3-я горнопехотная дивизия.
Всего по советским данным на день начала операции — около 50000 человек, хотя данная цифра представляется значительно завышенной.
C 28 ноября по 8 января с целью деблокирования окружённого гарнизона Великих Лук в сражение вступили следующие соединения:
- с 28 ноября — 291-я пехотная, 20-я моторизированная, 8-я танковая дивизии
- с 19 декабря — 6-я авиаполевая дивизия
- с 4 января — 205-я пехотная дивизия
- с 6 января — 331-я пехотная дивизия
- с 8 января — 708-я пехотная дивизия и части 93-й пехотной дивизии

24 ноября в 11 часов после 30-минутной артиллерийской подготовки авангардные полки трёх дивизий 5-го гвардейского стрелкового корпуса перешли в атаку. Уничтожив боевое охранение немцев и, продвинувшись в глубину на 2-3 км, они к исходу дня вышли к главной полосе обороны противника. В 9.30 25 ноября началась полуторачасовая артиллерийская подготовка, по окончании которой в наступление перешли главные силы армии. За день боёв соединения 3 Уд. А продвинулись на глубину от 2 до 12 км, при этом наибольшего успеха добилась 381-я стрелковая дивизия, наступающая с севера. В течение последующих двух дней войска армии с упорными боями, отбивая ожесточённые контратаки противника, медленно продвигались вперёд.
К исходу 27 ноября армейской разведкой было установлено, что противник подтягивает в район сражения свежие силы: 8-ю танковую дивизию с севера, 291-ю пехотную и 20-ю моторизованную с юга. Это потребовало от командования 3 Уд. А принять срочные меры по укреплению флангов наступающей группировки: для прикрытия правого фланга 381-й дивизии была выдвинута 31-я стрелковая бригада, 28-я стрелковая дивизия нацелена на уничтожение 291-й пехотной дивизии немцев, а 21-й гвардейской дивизии поставлена задача быть готовой отразить удар 20-й моторизованной дивизии. Принятые меры позволили упредить противника и в течение 3-х дней успешно отражать его контрудар. Тем временем, продолжались и наступательные действия 3 Уд. А.
Вечером 28 ноября в районе станции Остриань встретились 381-я и 9-я гвардейская дивизии, замкнув кольцо вокруг гарнизона Великих Лук. Кроме того, часть сил 83-й пехотной дивизии была окружена юго-западнее города, в районе населённого пункта Ширипино.
План Великолукской операции требовал овладения Новосокольниками, важным железнодорожным узлом, связывающим группы армий «Центр» и «Север». Поэтому 28 ноября на этом направлении была введена в бой 18-я механизированная бригада из состава 2-го мехкорпуса. К этому времени 3-я горнострелковая дивизия с частями усиления уже заняла хорошо подготовленные оборонительные позиции на подступах к городу, в которые и упёрлась 18-я бригада. Для усиления ударной группировки советских войск к 1 декабря в район Новосокольников была переброшена 381-я стрелковая дивизия. Успешно начав наступление и овладев несколькими населёнными пунктами, она обошла город с севера, перерезала железную дорогу Насва — Новосокольники, однако дальше продвинуться не смогла. Упорное сопротивление противника в Новосокольниках потребовало усилить наступающую группировку 34-й механизированной бригадой 2-го мехкорпуса. Таким образом, к утру 3 декабря на город наступали 18-я и 34-я механизированные бригады с юга и 381-я стрелковая дивизия с севера и северо-востока с задачей разгромить обороняющиеся части 3-й горнострелковой дивизии и захватить город. Утром 3 декабря противник большими силами предпринял сильную атаку на правом фланге армии и чуть было не прорвал оборону 31-й стрелковой бригады. Для парирования возможного прорыва на правый фланг армии была выдвинута 26-я стрелковая бригада, полученная накануне из резерва фронта.
Двумя днями ранее, в ночь на 2 декабря 9-я гвардейская и часть сил 357-й стрелковой дивизии при поддержке 266-й штурмовой авиационной дивизии приступили к ликвидации противника, окружённого под Ширипино, и к исходу 3 декабря полностью уничтожили её.
Встретив упорное сопротивление противника на хорошо подготовленных рубежах обороны в районе Новосокольников, соединения 3 Уд. А вынуждены были перейти к обороне.

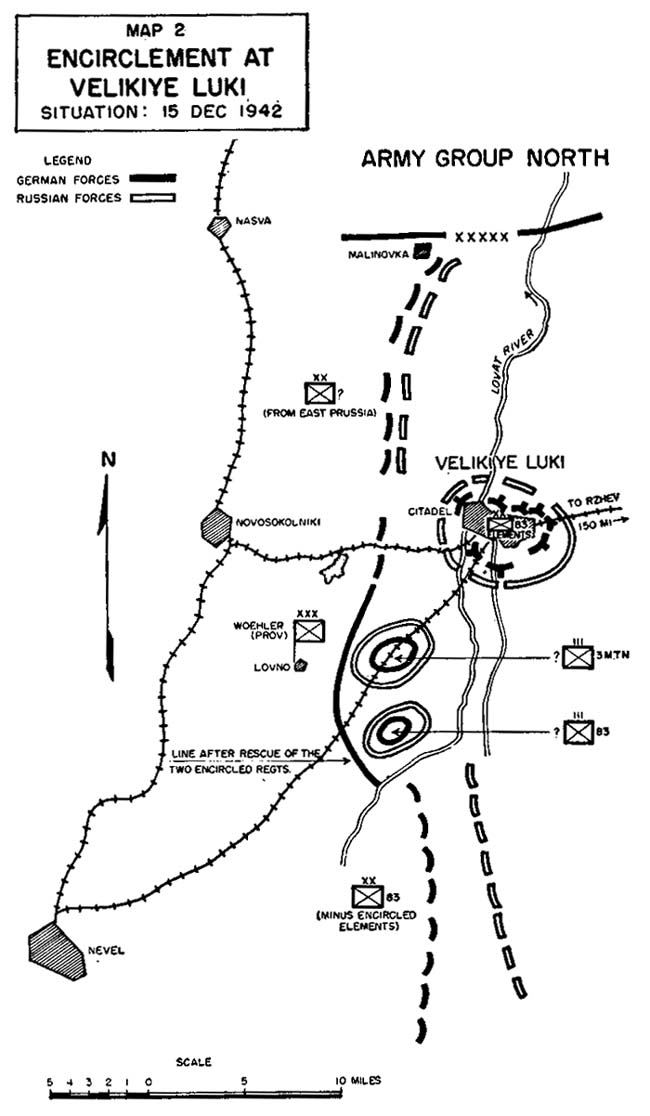
Ситуация после окружения Великих Лук

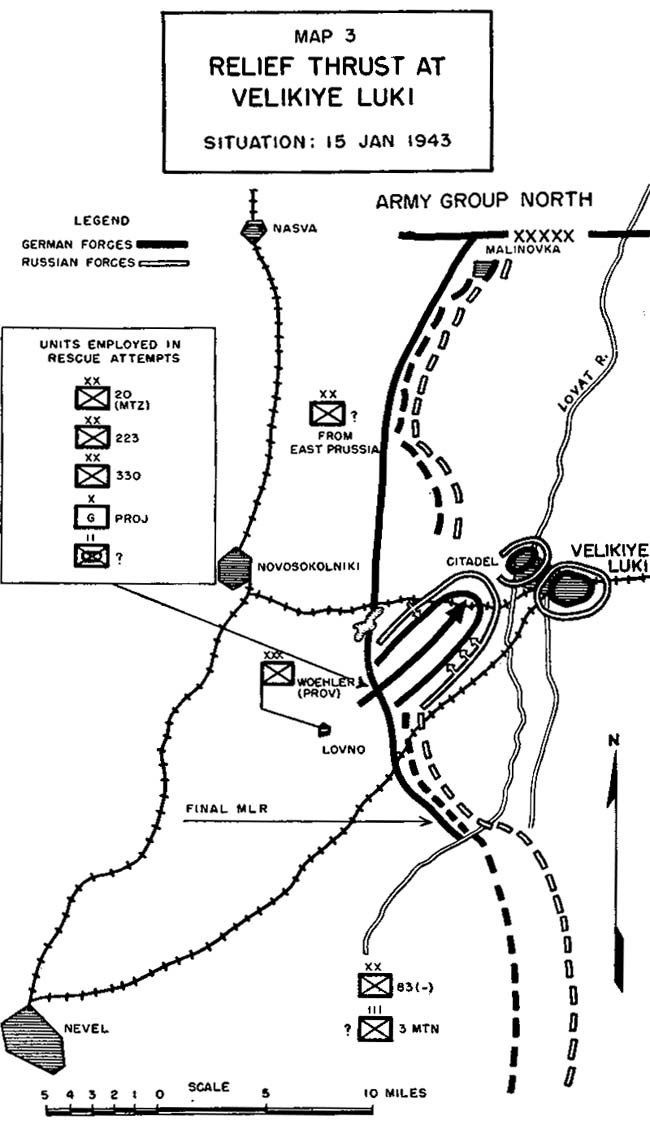
Попытка немецкого прорыва: ситуация к 15 января.

С 7 по 13 декабря на правом фланге армии и в районе Новосокольников продолжались упорные бои, где противник предпринимал неоднократные попытки опрокинуть советские части. 9 декабря из резерва фронта прибыл 8-й эстонский стрелковый корпус. 11 декабря немецкое командование предприняло новые попытки прорыва к Великим Лукам, но на этот раз с юго-западного направления. 14 декабря на этом направлении противнику удалось потеснить обороняющихся и захватить Громово. На угрожаемое направление была срочно выдвинута 19-я гвардейская стрелковая дивизия 8-го эстонского корпуса, вскоре восстановившая положение. Перегруппировав силы, 19-го декабря противник нанёс новый удар, на этот раз во фланг 19-й гвардейской дивизии. Угроза прорыва советской обороны на юго-западе потребовала вновь усилить данный участок обороны и 20 декабря туда были направлены 2 полка 249-й эстонской дивизии. 21-22 декабря противник предпринял ряд новых атак. Вечером 22 декабря из резерва фронта подошли 360-я стрелковая дивизия и 100-я стрелковая бригада, которые также были использованы для укрепления обороны на юго-западном направлении. Это позволило советским войскам успешно отражать атаки, следовавшие вплоть до 25 декабря. Огромные потери, понесённые в ходе наступления, заставили германское командование взять оперативную паузу для подтягивания свежих сил и подготовки нового удара.
4 января после артиллерийской подготовки немецкие войска возобновили наступление на Великие Луки с юго-запада в направлении Алексейково. В нём помимо действующих здесь 20-й моторизированной и 6-й авиаполевой дивизий, участвовала и переброшенная с Западного фронта 205-я пехотная дивизия. К вечеру следующего дня противнику удалось потеснить части 360-й стрелковой дивизии и занять деревню Борщанка. Сюда же для усиления удара командующий группой армий «Центр» генерал-фельдмаршал фон Клюге решил перебросить 331-ю пехотную дивизию с задачей не позднее 10 января прорваться в город и деблокировать окружённых. Численное превосходство противника и реальная угроза прорыва в город вынудило командование 3 Уд. А вывести часть сил из боя в Великих Луках и нацелить их на оборону. Так 2 полка 357-й стрелковой дивизии были развёрнуты на 180 градусов, фронтом на юго-запад, а 47-я механизированная бригада выведена к северо-западу от города с задачей при необходимости контратаковать противника. 7 января усилился нажим немцев и с северо-запада, где частям 8-й танковой и 93-й пехотной дивизий за несколько дней удалось продвинуться на 1-2 км в направлении Великих Лук. Дальнейшее продвижение противника на этом участке было остановлено подразделениями 381-й дивизии и 47-й бригады. На юго-западном направлении в бой вступила 708-я пехотная дивизия. Таким образом, с 8 января при поддержке крупных сил авиации и артиллерии к городу рвались 4 пехотных и 1 моторизированная дивизии. Проводя многократные ожесточённые атаки и не считаясь с потерями, гитлеровцы медленно продвигались вперёд. 9 января бои развернулись в 4-5 км от города в районе Донесьево — Белодедово. Прибывшей из резерва фронта 32-й стрелковой дивизии было приказано занять оборону в 4 км от города. 10-12 января противник продолжал наступление с двух направлений: северо-запада и юго-запада, причём если на первом он не достиг заметных успехов, то на втором ему удалось приблизиться к городу на расстояние 3,5 км. До 14 января продолжались бои в районе деревень Копытово и Липенка, однако дальше них противнику пройти не удалось. Наступление немецких войск с целью деблокирования окружённого гарнизона не принесло желаемого успеха. Несмотря на ввод в бой крупных резервов, в среднем за сутки противник приближался к городу на 400 метров.
За месяц боёв ценой огромных потерь противнику удалось пробить в направлении Великих Лук клин длиной 10 км и шириной 3 км. В сложившейся обстановке было целесообразно ударить под основание клина, блокировав наступающие немецкие части. Однако решить эту задачу имеющимися силами было невозможно. Выполнить замысел могла подошедшая 15 января из резерва фронта 150-я стрелковая дивизия. Ей была поставлена задача ударить в центр клина и перерезать его. 16 января части дивизии перешли в наступление и, преодолевая упорное сопротивление, медленно пошли вперёд. Германское командование, почувствовав угрозу окружения, стало отводить войска с вершины клина. К 21 января в ходе ожесточённых боёв войска армии вышли на рубеж Демя, Алексейково, Борщанка практически полностью уничтожив вражеский клин. К 21 января фронт стабилизировался.

#### Штурм Великих Лук
28-29 ноября четыре дивизии 3 Уд. А совместными усилиями надёжно замкнули кольцо вокруг гарнизона Великих Лук, однако сложившаяся обстановка не позволила приступить к немедленной ликвидации окружённого противника. Поэтому 257-я и 357-я стрелковые дивизии, насчитывающие к тому времени примерно по 2500 человек, получили задачу надёжно блокировать город, вести разведку и готовиться к штурму, а 381-я дивизия была переброшена для наступления на Новосокольники.
6 декабря, получив приказ о передаче 8-го эстонского стрелкового корпуса в 3 Уд. А, командование армии приступило к разработке плана штурма Великих Лук. К этому времени штаб армии (начальник штаба генерал-майор Юдинцев И. С.) имел достаточно полные сведения о характере обороны и группировке противника. В городе оборонялись части 83-й пехотной дивизии с частями усиления. Общая численность окружённого гарнизона составляла 8-9 тысяч человек, 100—120 артиллерийских орудий, 10-15 танков и штурмовых орудий. Основной, сплошной рубеж обороны проходил по пригородным посёлкам, каждый из которых был приспособлен к круговой обороне. Все каменные постройки города были превращены в мощные узлы сопротивления, насыщенные тяжёлым вооружением: артиллерией и миномётами. Чердаки высоких зданий были оборудованы под наблюдательные пункты и пулемётные точки. Крепость и железнодорожный узел приспособлены к длительной обороне. Кроме того, стало известно, что командир 83-й пехотной дивизии Т. Шерер улетел из города, назначив комендантом гарнизона командира 277-го пехотного полка подполковника Э. фон Засса.
Разработанный в штабе армии план штурма предусматривал нанесение двух согласованных ударов силами 257-й и 357-й стрелковых дивизий с целью рассечения группировки противника на части и последующего раздельного уничтожения. Вспомогательный удар должна была наносить наиболее укомплектованная, но не имевшая боевого опыта 7-я стрелковая дивизия 8-го эстонского стрелкового корпуса. Начало штурма было назначено на 12 декабря, однако сплошной туман, исключивший эффективные действия авиации, вынудил перенести начало атаки на одни сутки.
13 декабря в 10 часов утра 566 орудий и миномётов открыли огонь по переднему краю и оборонительным сооружениям противника. В 12.15 с последним залпом артиллерии в атаку перешли штурмовые отряды. Прорвав первую линию обороны и ворвавшись в город, атакующие части встретили возрастающее сопротивление врага. И всё же к исходу дня подразделения 257-й дивизии, наступающие с северо-запада, и 357-й дивизии, наступающие с запада, вышли к реке Ловать и захватили мост на восточный берег. Весь следующий день в городе шли упорные бои, в результате которых штурмующие овладели почти всей левобережной частью города за исключением крепости.
В 14.00 15 декабря окружённым через парламентёров было сделано первое предложение о капитуляции. Э. фон Засс, получивший накануне категорическое требование Гитлера не сдавать город, ответил отказом. Советским войскам не оставалось ничего другого кроме как продолжить штурм города. Около 10 суток в городе шли ожесточённые огневые бои.
Поскольку к 24 декабря попытки противника пробиться в город извне заметно ослабли, а затем и вовсе прекратились, командование 3 Уд. А получило возможность перегруппировать силы и возобновить активный штурм города. Теперь для взятия Великих Лук дополнительно привлекались 249-я эстонская стрелковая дивизия и 47-я механизированная бригада. В 13.00 25 декабря после артиллерийской подготовки пехота при поддержке танков перешла в атаку. Обнадёживаемые обещаниями о скором прорыве кольца окружения извне гитлеровцы оказывали отчаянное сопротивление. После трёх дней упорных боёв части 257-й стрелковой дивизии и 47-й механизированной бригады вышли к центру города. Крупные силы немецкой авиации подвергали наступающие части бомбардировке, им противодействовали советские истребители. В воздухе разыгрывались настоящие воздушные сражения. В отдельные часы 29 и 30 декабря в небе над городом находилось до 300 советских и немецких самолётов. К исходу 31 декабря весь город, за исключением железнодорожного узла и крепости находился в руках советских войск.
Ровно в полночь на 1 января 1943 года советское командование по радио вновь обратилось к обороняющимся с предложением о капитуляции. Не получив ответа, штурм последних очагов обороны был продолжен. К 4 января штурмующие овладели зданием вокзала и прилегающими постройками. Дальнейшее продвижение было остановлено яростным сопротивлением врага. Попытки штурма крепости, предпринятые 3-4 января подразделениями 357-й стрелковой дивизии, не увенчались успехом. Так как с 4 января часть сил 357-й дивизии была отвлечена на отражение попыток деблокирования окружённого гарнизона, командование армии приняло решение взять паузу и провести повторный штурм после тщательной подготовки. Подготовку штурма возглавил заместитель командира 357-й дивизии полковник М. Ф. Букштынович.

Майор Лемминг конвоирует пленного подполковника фон Засса

15 января в 11 часов 25 минут после нанесения артиллерийского и авиационного удара по заранее разведанным огневым точкам противника штурмовые отряды перешли в атаку. Преодолев упорное сопротивление, подразделениям, атакующим на главном, восточном, направлении удалось ворваться в крепость. Действуя при поддержке артиллерии и ампуломётов, штурмующие завязали бои внутри крепости. К полуночи в бой вступили подразделения, ворвавшиеся в крепость с северо-запада, запада и юго-запада. К 7 часам утра 16 января крепость была полностью очищена от противника.
Двумя днями ранее, 14 января части 257-й, 249-й и 7-й стрелковых дивизий приступили к ликвидации остатков гарнизона, обороняющихся в районе железнодорожного узла. В первый же день боёв наступающим удалось занять район Куракино и выйти к Ориглодово. 15 января бойцы 249-й дивизии выбили немцев из здания железнодорожной станции и паровозного депо. К 12 часам 16 января у противника оставался только один очаг сопротивления — штаб обороны во главе с подполковником фон Зассом. В 15.30 специальный отряд 249-й дивизии из 30 человек под командованием майора Э. Лемминга ворвался в подвал и захватил в плен 52 немецких солдата и офицера, включая самого Э. фон Засса.

## Боевой состав дивизии
- 251-й пехотный полк
- 257-й пехотный полк
- 277-й пехотный полк